# Cheese!
Cheese! (яп. チーズ ти:дзу) — японский манга-журнал, ежемесячно издаваемый компанией Shogakukan. Целевая аудитория журнала — сёдзё. В Cheese! публикуется, в основном, романтическая манга, причём с большим количеством эротических сцен (типичные сюжеты включают сексуальный акт на крыше школы или в школьном спортзале). Выходит 24 числа каждого месяца.

## Тираж
| 2004 г. | 2005 г. | 2006 г. | 2007 г. | 2009 г. |
| ------- | ------- | ------- | ------- | ------- |
| 174,833 | 155,833 | 148,167 | 144,750 | 117,667 |

## Манга
- Симаки Ако
  - Zero no Tsukaima
  - Yoshinaga-san Chi no Gargoyle
- Котоми Аоки
  - Uchuu Ichi no Musekinin Otoko
- Мики Аихара
  - The Third
- Маю Синдзё
  - RG Veda
- Рэй Тома
  - The Story of Saiunkoku